# کریستوپولیس
کریستوپولیس (به پرتغالی: Cristópolis) یک منطقهٔ مسکونی در برزیل است که در باهیا واقع شده‌است. کریستوپولیس ۱۳٬۹۴۷ نفر جمعیت دارد.